# بوب ليلي
بوب ليلي (بالإنجليزية: Bob Lilly)‏ هو لاعب كرة قدم أمريكية ومصور أمريكي، ولد في 26 يوليو 1939 في أولني في الولايات المتحدة.

## وصلات خارجية
- الموقع الرسمي
- بوب ليلي على موقع مرجع كرة القدم المحترفة.كوم (الإنجليزية)
- بوب ليلي على موقع الموسوعة البريطانية (الإنجليزية)
- بوب ليلي على موقع إن إن دي بي (الإنجليزية)